# Britannia (serie de televisión)
Britannia es una serie de televisión de fantasía histórica británico-estadounidense escrito por Jez Butterworth. La primera temporada de 9 capítulos, es la primera coproducción entre Sky y Amazon Prime Video, y es protagonizada por Kelly Reilly, David Morrissey, Zoë Wanamaker, Mackenzie Crook, Nikolaj Lie Kaas y Eleanor Worthington Cox. Se estrenó en el Reino Unido el 18 de enero de 2018 en Sky Atlantic y en los Estados Unidos el 26 de enero de 2018 en Amazon Prime Video. En España, se estrenó el 19 de enero de 2018 en HBO España. En Latinoamérica, se estrenó el 6 de mayo de 2018 en la App de Fox Premium y en Fox Premium Series.

## Sinopsis
Ambientada en el año 43 D.C., la serie se desarrolla durante la conquista romana de Britania, «una tierra misteriosa gobernada por tribus guerreras salvajes y druidas poderosos que pueden canalizar las poderosas fuerzas del inframundo». Los rivales celtas Kerra y Antedia deben trabajar juntos para combatir la invasión romana liderada por Aulo Plaucio.

## Reparto

### Romanos
- David Morrissey como Aulus Plautius
- Fortunato Cerlino como Vespasiano
- Hugo Speer como Lucius
- Daniel Caltagirone como Brutus
- Aaron Pierre como Antonius
- Zaqi Ismail como Philo
- Gershwyn Eustache Jnr como Vitus
- René Zagger como Decimus (Invitado)
- Gerard Monaco como desertor romano (Invitado)

### Cantii
- Kelly Reilly como Kerra
- Ian McDiarmid como el Rey Pellenor de los Cantii
- Julian Rhind-Tutt como Phelan
- Annabel Scholey como Amena
- Barry Ward como Sawyer
- Callie Cooke como Islene
- Eleanor Worthington Cox como Cait

### Regni
- Zoë Wanamaker como la reina Antedia de los regnenses
- Joe Armstrong como Gildas
- Liana Cornell como Ania

### Druidas
- Mackenzie Crook como Veran / Harka
- Jodie McNee como Willa
- Jack Roth como Ossian
- David Bradley como Quane (Invitado)[6]
- Abigail Rice como anciano 1
- Peter Hosking como anciano 2 (recurrente)

### Otros
- Nikolaj Lie Kaas como Divis / el exiliado
- Stanley Weber como Lindon de los Galos
- Gary Oliver como Jhehutamisu (Invitado)
- Tolga Safer como Aziz (Invitado)
- Laura Donnelly como Hella

## Episodios
| Temporada | Temporada | Episodios | Episodios | Emisión original       | Emisión original      |
| Temporada | Temporada | Episodios | Episodios | Primera emisión        | Última emisión        |
| --------- | --------- | --------- | --------- | ---------------------- | --------------------- |
|           | 1         | 9         | 9         | 18 de enero de 2018    | 15 de marzo de 2018   |
|           | 2         | 10        | 10        | 7 de noviembre de 2019 | 2 de enero de 2020    |
|           | 3         | 8         | 8         | 24 de agosto de 2021   | 12 de octubre de 2021 |

### Temporada 1 (2018)
| N.º en serie | N.º en temp. | Título                  | Dirigido por      | Escrito por                       | Fecha de emisión original |
| --- | ------------ | ----------------------- | ----------------- | --------------------------------- | ------------------------- |
| 1 | 1            | «Woe to the Vanquished» | Metin Hüseyin     | Jez Butterworth & Tom Butterworth | 18 de enero de 2018       |
| Con la llegada del general Aulus Plautius y su ejército de romanos, los celtas de Britannia dejan sus disputas de lado. Esta invasión fue prevista solo por el druida Divis, quien halla una aliada inesperada para su misión de acabar con los intrusos.                           |              |                         |                   |                                   |                           |
| 2 | 2            | «Secret Alliances»      | Sue Tully         | Tom Butterworth                   | 25 de enero de 2018       |
| El Rey Pellenor está convencido de que su pueblo puede derrotar a los romanos usando la fuerza, pero Kerra tiene un plan alternativo. Tras establecer una alianza con un antiguo enemigo, el General Aulus busca respuestas en una fuente inesperada.                               |              |                         |                   |                                   |                           |
| 3 | 3            | «Honor and Betrayals»   | Sue Tully         | Jez Butterworth & Richard McBrien | 1 de febrero de 2018      |
| El general Aulus regresa de su visita al submundo. Mientras, Pellenor se enfada al saber del encuentro de Kerra con los romanos, y Divis visita el campamento enemigo. Segura de que su padre sigue vivo, Cait se reúne con Divis para cambiar los planes.                          |              |                         |                   |                                   |                           |
| 4 | 4            | «Judgment of the Gods»  | Luke Watson       | Tom Butterworth                   | 8 de febrero de 2018      |
| Veran lidera su tropa de druidas hasta la Fortaleza de Crugdunon para el juicio de Kerra. Algo inesperado ocurre, lo que lleva a un nuevo orden para los Regni. Cait confiesa algo a su padre, mientras Aulus castiga a los romanos que participaron del motín.                     |              |                         |                   |                                   |                           |
| 5 | 5            | «Tractations»           | Luke Watson       | Jez Butterworth                   | 15 de febrero de 2018     |
| Cuando Kerra está obligada a tomar una decisión, Lindon le ofrece una alternativa. Phelan lucha para estar bien con lo que ha pasado, mientras Amena sigue un camino autodestructivo. Por su parte, Aulus visita a la Reina Antedia y Divis busca respuesta en el submundo.         |              |                         |                   |                                   |                           |
| 6 | 6            | «The Chosen One»        | Sheree Folkson    | Tom Butterworth                   | 22 de febrero de 2018     |
| Divis recibe una misión mortal. Kerra se acostumbra a sus nuevas obligaciones, mientras venganzas en su contra surgen. Cait y su padre encuentran paz en Crugdunon, pero por poco tiempo. Aulus acuerda conversar con Kerra.                                                        |              |                         |                   |                                   |                           |
| 7 | 7            | «Alone in the World»    | Sheree Folkson    | Jez Butterworth                   | 1 de marzo de 2018        |
| En una aldea desierta, Phelan no está convencido de que Ania cree en su profecía. Cait y Sawyer hallan tranquilidad, pero pronto son sorprendidos por el demonio Pylkaa. Mientras, los desertores romanos, Brutus y Philo, rezan a los dioses.                                      |              |                         |                   |                                   |                           |
| 8 | 8            | «Initiation»            | Christoph Schrewe | Jez Butterworth                   | 8 de marzo de 2018        |
| Los Cantii están bajo asedio de los Regni. En tanto, Antedia contrata a un espía, mientras Aulus pide a los asesinos encontrar a Cait. Asimismo, la desconfianza de Lucius crece y crea consecuencias fatales. La incapacidad de Divis de proteger a Cait trae un final devastador. |              |                         |                   |                                   |                           |
| 9 | 9            | «Pax Romana»            | Christoph Schrewe | Tom Butterworth                   | 15 de marzo de 2018       |
| Divis intenta encontrar a Caitra. Mientras, el asedio de los Cantii acaba con un desenlace amargo y violento. Phelan y Ania buscan respuestas con el druida Veran, quien cree que Cait es la única esperanza que queda.                                                             |              |                         |                   |                                   |                           |

### Temporada 2 (2019–20)
| N.º en serie | N.º en temp. | Título                    | Dirigido por       | Escrito por            | Fecha de emisión original |
| ------------ | ------------ | ------------------------- | ------------------ | ---------------------- | ------------------------- |
| 10           | 1            | «Imperial Visit»          | Luke Watson        | Tom Butterworth        | 7 de noviembre de 2019    |
| 11           | 2            | «May the Gods Speak»      | Luke Watson        | Jez Butterworth        | 14 de noviembre de 2019   |
| 12           | 3            | «Genesis»                 | Luke Watson        | Tom Butterworth        | 21 de noviembre de 2019   |
| 13           | 4            | «Dark Game»               | Rob Savage         | Jez Butterworth        | 28 de noviembre de 2019   |
| 14           | 5            | «My Sister, the Queen»    | Rob Savage         | Tom Butterworth        | 7 de noviembre de 2019    |
| 15           | 6            | «The Eagle's Arms»        | Rob Savage         | John Henry Butterworth | 5 de diciembre de 2019    |
| 16           | 7            | «Alliance of Dark Forces» | Lisa James Larsson | John Henry Butterworth | 12 de diciembre de 2019   |
| 17           | 8            | «A Painful Truth»         | Lisa James Larsson | Tom Butterworth        | 19 de diciembre de 2019   |
| 18           | 9            | «The Crossroads»          | Issa López         | Jez Butterworth        | 26 de diciembre de 2019   |
| 19           | 10           | «The Challenge»           | Issa López         | Tom Butterworth        | 2 de enero de 2020        |

### Temporada 3 (2021)
| N.º en serie | N.º en temp. | Título          | Dirigido por    | Escrito por                       | Fecha de emisión original |
| ------------ | ------------ | --------------- | --------------- | --------------------------------- | ------------------------- |
| 20           | 1            | «Episode One»   | Ben Gregor      | Jez Butterworth                   | 24 de agosto de 2021      |
| 21           | 2            | «Episode Two»   | Ben Gregor      | Tom Butterworth & Jez Butterworth | 31 de agosto de 2021      |
| 22           | 3            | «Episode Three» | Ben Gregor      | Tom Butterworth & Jez Butterworth | 7 de septiembre de 2021   |
| 23           | 4            | «Episode Four»  | Joasia Goldyn   | Jez Butterworth                   | 14 de septiembre de 2021  |
| 24           | 5            | «Episode Five»  | Joasia Goldyn   | Tom Butterworth                   | 21 de septiembre de 2021  |
| 25           | 6            | «Episode Six»   | Mackenzie Crook | Mackenzie Crook                   | 28 de septiembre de 2021  |
| 26           | 7            | «Episode Seven» | Joasia Goldyn   | Tom Butterworth                   | 5 de octubre de 2021      |
| 27           | 8            | «Episode Eight» | Mackenzie Crook | Tom Butterworth & Jez Butterworth | 12 de octubre de 2021     |

## Producción
La serie fue producida por Rick McCallum y rodada en la República Checa y Gales. La mayoría de los diálogos de la serie son en inglés, que se utiliza principalmente para representar el Latín vulgar hablado por los romanos y el britónico hablado por los celtas. El latín y el galés también se utilizan para representar al latín vulgar y al britónico, respectivamente.
En marzo de 2018, se anunció que Sky Atlantic había renovado la serie, para una segunda temporada.
El programa se renovó para una tercera temporada en enero de 2020. En junio de 2020, la cadena premium estadounidense Epix anunció que se asociaría con Sky para producir la tercera temporada. También transmitiría la primera temporada a partir del 2 de agosto de 2020 y la segunda temporada a partir del 4 de octubre de 2020. El rodaje de la tercera temporada se canceló en marzo de 2020 debido a la pandemia de coronavirus y se reanudó en septiembre de 2020.
La temporada 3 comenzó a transmitirse en Amazon Prime en junio de 2021.

## Recepción

### Críticas
La primera temporada recibió críticas positivas. En Rotten Tomatoes la serie tiene un índice de aprobación del 74%, basado en 35 reseñas, con una calificación promedio de 6.5/10. El consenso crítico del sitio dice, «Brillantemente locos, los personajes duplicados de Britannia y su fantasía campestre no serán para todos, pero aquellos que buscan espadas y hechizos menos serios pueden disfrutar de su fascinante locura». En Metacritic, tiene puntaje promedio ponderado de 64 sobre 100, basada en 5 reseñas, lo que indica «criticas generalmente favorables».